# لینکلنتون (کارولینای شمالی)
لینکولنتون (به انگلیسی: Lincolnton) شهری در ایالت کارولینای شمالی کشور ایالات متحده آمریکا است که جمعیت آن در سرشماری سال ۲۰۱۰ میلادی، ۱۰٬۴۸۶ نفر بوده‌است.